# Vlastimil Melich
Vlastimil Melich (* 7. April 1928 in Vysoké nad Jizerou; † 2. August 1978) war ein tschechoslowakischer Skisportler, der in der Nordischen Kombination und im Skilanglauf an Wettkämpfen teilnahm.

## Werdegang
Melich, der für den Nový svět Harrachov und den Jískra Harrachov startete, trat international erstmals bei den Olympischen Winterspielen 1952 in Oslo in Erscheinung. Dort kam er auf den 29. Platz über 18 km, auf den 16. Rang in der Nordischen Kombination und zusammen mit Vladimír Šimůnek, Štefan Kovalčík und Jaroslav Cardal auf den achten Platz in der Staffel. In der Saison 1953/54 gewann er beim Czech-Marusarzówna-Memorial den 15-km-Lauf und belegte bei den Nordischen Skiweltmeisterschaften 1954 in Falun den 46. Platz über 15 km sowie zusammen mit Emil Okuliár, Josef Stébel und Ilja Matouš den siebten Rang mit der Staffel. Zwei Jahre später lief er bei den Olympischen Winterspielen in Cortina d’Ampezzo auf den 18. Platz in der Nordischen Kombination und zusammen mit Emil Okuliár, Josef Prokeš und Ilja Matouš erneut auf den achten Platz in der Staffel. Bei den Nordischen Skiweltmeisterschaften 1958 in Lahti erreichte er den 22. Platz in der Nordischen Kombination und zusammen mit Jaroslav Cardal, Ilja Matouš und Antonin Teply den 11. Rang in der Staffel. In seiner letzten internationalen Saison 1959/60 gewann er den Wettbewerb in der Nordischen Kombination beim Czech-Marusarzówna-Memorial und errang bei den Olympischen Winterspielen 1960 in Squaw Valley den 18. Platz in der Nordischen Kombination. Bei tschechoslowakischen Meisterschaften siegte er siebenmal in der Nordischen Kombination (1949, 1950, 1952, 1954, 1956, 1959, 1960) und zweimal über 15 km (1954, 1957).

## Teilnahmen an Weltmeisterschaften und Olympischen Winterspielen

### Olympische Spiele
- 1952 Oslo: 8. Platz Staffel, 16. Platz Nordische Kombination, 29. Platz 18 km
- 1956 Cortina d’Ampezzo: 8. Platz Staffel, 18. Platz Nordische Kombination
- 1960 Squaw Valley: 18. Platz Nordische Kombination

### Nordische Skiweltmeisterschaften
- 1954 Falun: 7. Platz Staffel, 46. Platz 15 km
- 1958 Lahti: 11. Platz Staffel, 22. Platz Nordische Kombination